# مستكشف المريخ

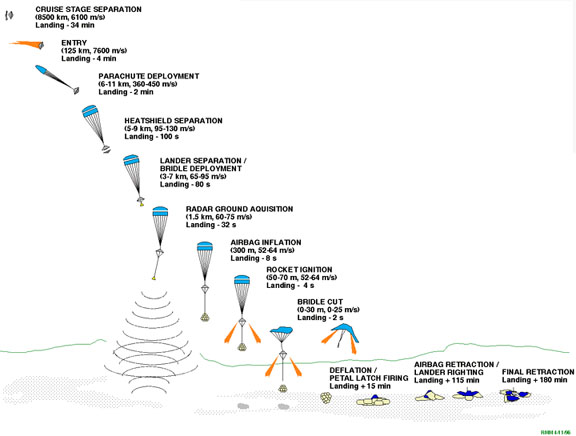
عملية الهبوط

مستكشف المريخ (بالإنجليزية: Mars Pathfinder) هي مهمة استكشاف لسطح المريخ. أُطلقت الرحلة في 4 ديسمبر 1996 من قبل وكالة ناسا باستخدام صاروخ دلتا 2، بعد رحلة بين الكواكب دامت سبعة أشهر، هبطت البعثة على سطح المريخ، في وادي أريس فاليس، في منطقة كرايز بالانسيا (المنطقة نفسها التي لم يستطع المسبار فايكينغ 1 الهبوط فيها)، يوم عيد استقلال الولايات المتحدة الأمريكية (4 ديسمبر 1997). خلال رحلتها، صححت المركبة الفضائية مسارها أربع مرات (10 يناير، 3 فبراير، 6 ماي، 25 يونيو). عند انتهاء عملية الهبوط، بدأ الروبوت سيجورنر الذي كانت تحمله المركبة على متنها في التجول بكل حرية على سطح المريخ.
حمل المسبار معه عدة وسائل وأجهزة قياس علمية لدراسة وتحليل الغلاف الجوي للمريخ، المناخ والجيولوجيا (تركيبة الصخور) الخاصين به.
يدخل مستكشف المريخ في إطار برنامج ديسكفري الذي يعتمد على فكرة تصميم مهمات فضائية الأقل تكلفة. كما أشار إلى ذلك مدير ناسا دانيال غولدين: تتلخص الآن في الوكالة إستراتيجية تحت شعار «الأسرع والأفضل والأرخص».

مختبر الدفع النفاث JPL هو المسؤول عن هذه المهمة لاستكشاف المريخ.

## الدخول والنزول والهبوط
دخل مستكشف المريخ غلاف المريخ الجوي وهبط باستخدام نظام مبتكر يتضمن كبسولة دخول، ومظلة للسرعات فوق الصوتية، وصواريخ تعمل بالوقود الصلب وأكياس هوائية كبيرة لتخفيف قوة التصادم عند الهبوط.
دخل مستكشف المريخ مباشرة إلى الغلاف الجوي للمريخ في اتجاه تراجعي في مسار زائدي الشكل بسرعة 6.1 كيلومتر/ثانية باستخدام كبسولة إيروشيل المُستمدة من تصميم مسبار فايكنغ الأصلي. تكونت إيروشيل من طبقة خلفية ودرع حراري مُصمم خصيصًا للإبطاء المركبة إلى سرعة 370 متر/ثانية (830 ميلًا في الساعة) حين جرى نشر المظلة فوق الصوتية لإبطاء سرعة المركبة عبر غلاف المريخ الجوي الرقيق إلى 68 متر/ثانية (نحو 150 ميلًا في الساعة). استخدم الحاسوب الموجود على متن المركبة مقاييس تسارع احتياطية لتحديد توقيت نشر المظلة. بعد عشرين ثانية، فُصل الدرع الحراري باستخدام متفجرات خاصة. بعد عشرين ثانية أخرى، فُصلت مركبة الهبوط وأُنزلت من الطبقة الخلفية باستخدام حبل بطول 20 مترًا. عندما وصل المسبار إلى ارتفاع 1.6 كيلومتر فوق السطح، استخدم الحاسوب رادار المركبة لتحديد الارتفاع وسرعة الهبوط. استخدم الحاسوب هذه المعلومات لتحديد التوقيت الدقيق لعملية الهبوط التي تلت ذلك.
بمجرد أن أصبح المسبار على ارتفاع 355 مترًا فوق سطح المريخ، نُفخت الوسائد الهوائية في أقل من ثانية باستخدام ثلاث محركات صاروخية تعمل بالوقود الصلب مُبردة تحفيزيًا لتعمل كمولدات نفخ غازية. صُنعت الوسائد الهوائية من أربعة أكياس من الفيكتران مُتصلة ومتعددة الطبقات تحيط بمركبة الهبوط رباعية السطوح. صُممت الوسائد واختبرت للمساعدة على تخفيف قوة الاصطدام ذي الزاوية الحادة عند سرعة 28 متر/ثانية. مع ذلك، نظرًا لأنها صُممت لتحمل تصادم رأسي بسرعة لا تزيد عن 15 متر/ثانية، فقد رُكبت ثلاث صواريخ تعمل بالوقود الصلب فوق مركبة الهبوط على الطبقة الخلفية. أُطلِقت الصواريخ على ارتفاع 98 مترًا فوق سطح المريخ. قدر الحاسوب الموجود على متن المركبة أفضل وقت لإطلاق الصواريخ وقطع الحبل لتنخفض سرعة الهبوط إلى نحو صفر متر/ثانية على ارتفاع يتراوح بين 15 و25 متر فوق السطح. بعد 2.3 ثانية، بينما كانت الصواريخ قيد التشغيل، قطع المسبار الحبل على ارتفاع 21.5 متر وسقط على السطح. انفصلت الصواريخ وحلقت بعيدًا مع الطبقة الخلفية والمظلة (رُصدت منذ ذلك الحين من خلال التصوير المدارية). اصطدمت مركبة الهبوط بالسطح بسرعة 14 متر/ثانية وبتباطؤ عادل 18 ضعف تسارع الجاذبية الأرضية (18 جي). كان الارتداد الأول بارتفاع 15.7 مترًا وقد استمرت المركبة بالارتداد لما لا يقل عن 15 مرةً إضافية (لم يستمر تسجيل بيانات مقياس التسارع خلال جميع الارتدادات).
اكتملت عملية الدخول والنزول والهبوط بالكامل خلال أربع دقائق.
بمجرد توقف المسبار عن التدحرج، فُرغت الوسائد الهوائية وانكمشت نحو مركبة الهبوط باستخدام أربعة روافع مثبتة على «بتلات» المركبة. صُمم المسبار لينتصب من أي اتجاه أولي، وقد حرك نفسه قليلًا نحو الجانب الأيمن على البتلة القاعدية. بعد 74 دقيقة من الهبوط، نُشرت البتلات بالإضافة إلى المركبة سوجورنر المتجولة والألواح الشمسية المُرفقة في الداخل.
هبط المسبار ليلًا في الساعة 2:56:55 بالتوقيت الشمسي المحلي للمريخ (16:56:55 بالتوقيت العالمي المنسق) في 4 يوليو 1997. كان على المسبار الانتظار حتى شروق الشمس لإرسال إشاراته وصوره الرقمية الأولى إلى الأرض. هبطت المركبة عند خط عرض 19.30 درجة شمالًا وخط طول 33.52 درجة غربًا في سهل آريس فاليس، على بعد 19 كيلومترًا فقط جنوب غرب مركز القطع الناقص لموقع الهبوط الذي يبلغ عرضه 200 كيلومتر. خلال اليوم المريخي الأول (سول 1)، التقط المسبار صورًا وأجرى بعض قياسات الأرصاد الجوية. بمجرد وصول البيانات، أدرك المهندسون أن أحد الوسائد الهوائية لم ينكمش تمامًا وقد يمثل مشكلةً أمام نشر منحدر هبوط سوجورنر. لحل المشكلة، أرسلوا أوامر إلى المسبار لرفع إحدى بتلاته وسحب الوسادة مرةً أخرى لتسطيحها. كان الإجراء ناجحًا وفي اليوم المريخي الثاني، نُشرت مركبة سوجورنر المتجولة.
استُخدم تصميم نظام دخول ونزول وهبوط مستكشف المريخ (مع بعض التعديلات) في مهمة متجول استكشاف المريخ. وبالمثل، استُخدمت العديد من جوانب تصميم مركبة سوجورنر المتجولة (مثل هندسة نظام روكر بوجي وخوارزميات التنقل) بنجاح في مهمة متجول استكشاف المريخ.

## أهداف المهمة
- لإثبات أن تطوير المركبات الفضائية بإستراتيجية «الأسرع والأفضل والأرخص» ممكنة (ثلاث سنوات من التصميم وبتكلفة 150 مليون دولار).
- لإثبات أنه من الممكن أن ترسل شحنة من الأجهزة العلمية المتطورة إلى كوكب آخر مع نظام بسيط وبخُمس تكلفة مهمة فايكنغ. (على سبيل المقارنة، كلفت مهمات فايكنغ 935 مليون دولار في عام 1974 [6] و 3.5 مليار دولار في عام 1997)
- للبرهنة على التزام وكالة ناسا بإستراتيجية التكلفة المنخفضة لاستكشاف الكواكب بانتهاء المهمة بمجموع نفقات بلغ 280 مليون دولار، بما في ذلك مركبة الإطلاق وعمليات البعثات.

## الأهداف العلمية للمهمة
إنشاء مورفولوجيا لسطح المريخ بإجراء القياسات في الموقع.

أجرى باثفايندر التجارب المختلفة على تربة المريخ باستخدام ثلاثة أجهزة علمية. الروبوت يحتوي على كاميرا ستيريو مثبتة على السارية إسمها Imager for Mars Pathfinder (IMP) ، باقة الأرصاد الجوية Atmospheric Structure Instrument/Meteorology Package (ASI/MET)  الذي يعمل بمثابة محطة الأرصاد الجوية للمريخ، يتكلف بجمع البيانات عن الرياح، الضغط الجوي ودرجة الحرارة،

## وصلات خارجية
- الموقع الرسمي لمهمة مارس باثفايندر نسخة محفوظة 5 مايو 2012 على موقع واي باك مشين.

## اقرأ أيضا
- مارينر 6 ومارينر 7
- مختبر علوم المريخ
- أبورتيونيتي
- سبيريت
- مافن (مسبار) 2014
- وحدة تسخين بالنظائر المشعة